# Авја (Мантова)
Авја је насеље у Италији у округу Мантова, региону Ломбардија.
Према процени из 2011. у насељу је живело 36 становника. Насеље се налази на надморској висини од 8 м.